# Ron Flu
Ronald Paul Flu (Singapore, 22 februari 1934) is een Surinaams kunstschilder.

## Opleiding
Hij kreeg zijn opleiding van 1958 tot 1962 aan de HTS, afdeling Bouwkunde in Amsterdam en vervolgens van 1967 tot 1972 aan de Academie voor Bouwkunst, ook in Amsterdam.
Hij is lid van de Associatie van Beeldende Kunstenaars in Suriname (ABKS).

## Aard van het werk en ontwikkeling
Het vroegere werk van Ron Flu is gestileerd, naar het kubisme neigend. In de loop van de jaren 80 groeide zijn stijl toe naar een bijzondere vorm van realisme. Door de gladde, gebeeldhouwde manier van afbeelden en de scherpe licht-donker-contrasten roept hij een haast magische sfeer op in zijn schilderijen.
Ron Flu geeft in zijn werkstukken karikaturen; een dramatisch, realistisch, expressief en ironisch sociaal protest tegen Surinaamse situaties, in kleurrijke olieverfschilderijen. Ook
Zuid-Amerikaanse taferelen beeldt hij uit: de verwoesting van het regenwoud en de inheemse stammen die daar woonachtig zijn, prostitutie of de “narco-rijen”. De schilderijen onthullen een sterk gevoel van affiniteit met de worsteling van de inheemse Amazonestammen. 
De kunstenaar schildert verder ook wel over het straatleven, of op een vreemde magische en mythische manier vrouwen, of de innerlijke strubbelingen van de man. Ron Flu creëert ook schilderijen die een gelukkige en ongecompliceerde kant van het leven uitbeelden, zoals mooie halfnaakte vrouwen met ronde borsten en heupen in ontspannen posities, inheemse vrouwen in de natuur of dansende vrouwen in strakke avondjurken.

## Tentoonstellingen
- 2008 ronflu.seesle.nl
- 2007 "Synergy", Andres Bello, IVCC and RAG
- 2007 ABKS Suriname
- 2006 "Kunst, Koffie en een Koekje" Readytex Art Gallery
- 2006 Holland Art Fair
- 2005 Open House Exhibition Readytex Art Gallery, Suriname
- 2005 National Art Fair, Suriname
- 2003 Carifesta - Suriname
- 2002 Biennal of Santo Domingo
- 2000 F.V.A.S.-Expo Sur2000 - Trinidad & Tobago
- 2000 Cariforo "Urban Life" - St Domingo - Dom. Rep.
- 1999 The National BlackArtShow - Soho - New York USA
- 1998 In Search of Memory - Washington USA
- 1997 Twenty years Plastic Arts in Suriname
- 1996 Phases 2 - Georgetown - Guyana
- 1995 -1996  Twenty Years of Plastic Arts in Suriname - Paramaribo -  Suriname
- 1993 Suriname Nederland An Encounter - Den Haag - Netherlands
- 1993 Art from Surinam - Volkenkundig Museum - Rotterdam - Netherlands
- 1985 Solo - Amsterdam - Netherlands
- 1983 Arte de Suriname - Havanna - Cuba
- 1979 Carifesta 3 - Havanna - Cuba
- 1978 Maiden Flights to Manaus - Manaus - Brazil
- 1978 Art Manifestation ( Union of Plastic Arts) - Paramaribo - Suriname
- 1977 Carifesta 2 - Havanna - Cuba
- 1974 - 2003 Yearly National Art Fair - Paramaribo - Suriname
- 1968 Contemporary Arts from Surinam - Amsterdam - Netherlands
- 1965 - 1967 Yearly National Art Fair - Paramaribo - Suriname

## Onderscheidingen
- Award: "Carifo Urban Life" (2000)
- Mención de Honor op de Biennol van Santo Domingo (2002)